# Чивитела Месер Раимондо
Чивитела Месер Раимондо (итал. Civitella Messer Raimondo) је насеље у Италији у округу Кјети, региону Абруцо.
Према процени из 2011. у насељу је живело 257 становника. Насеље се налази на надморској висини од 597 м.

## Становништво
Према резултатима пописа становништва 2011. у општини је живело 861 становника.
| 1931. | 1936. | 1951. | 1961. | 1971. | 1981. | 1991. | 2001. | 2011. |
| ----- | ----- | ----- | ----- | ----- | ----- | ----- | ----- | ----- |
| 1.963 | 1.940 | 1.901 | 1.650 | 1.297 | 1.223 | 1.111 | 972   | 861   |